# Данила-Бесобой
Дани́ла-Бесобо́й (полное имя по паспорту — Данила Алексе́евич Ры́ков) — герой вселенной комиксов издательства Bubble Comics, главный герой серии комиксов «Бесобой» и «Бесобой vol.2». Помимо этого, играл ключевую роль в сюжетных арках-кроссоверах серий вселенной Bubble — «Инок против Бесобоя», «Время Ворона», «Охота на ведьм» и «Крестовый поход».
Изначально в комиксе Данила представлен как живущий в Москве охотник на демонов, которые заполнили город из-за начавшейся в Аду после свержения Сатаны с трона войны. Он убивает демонов, а их прахом заполняет свои песочные часы, продлевающие ему жизнь. Главное оружие Данилы — татуировки из крови Сатаны, сделанные мастером по прозвищу Чёрный Пёс (настоящее имя — Алексей Рыков). Напарником Бесобоя становится бес по имени Шмыг, перебежчик из Ада.

## Описание персонажа
Данила-Бесобой выглядит, как крепкий мужчина с короткой стрижкой, тёмными волосами и голубыми глазами, а на лице у него несколько больших шрамов. Часто Бесобой появляется в капюшоне, который полностью скрывает его лицо. Имеет чёткие моральные ориентиры, честен, верен в дружбе. В бою он способен проявлять смекалку, однако вне боя он действует намного примитивнее и прямолинейнее. На протяжении комикса характер Бесобоя постепенно меняется, и к концу оригинального комикса «Бесобой» он меняет свои взгляды относительно демонов — он уже не считает, что демоны заслуживают смерти исключительно по факту своего существования. Является Часовым — своего рода мифическим героем, который порождён коллективным бессознательным, и способен убивать демонов и чудовищ, но не людей, так как это противоречит его природе как Часового.
На спине и на руках у него набиты татуировки кровью Сатаны шаманом по прозвищу Чёрный пёс, которые дают ему силу, позволяющую сражаться с демонами. Помимо этого, Бесобой вооружён двумя пистолетами, «Спаси» и «Сохрани». Поначалу Данила вынужден убивать демонов, чтобы их прахом заполнять песочные часы, которые продлевают ему жизнь, но после событий комикса «Время ворона» избавляется от зависимости от песка в часах. В теле Данилы заперт Сатана, и поэтому он может пользоваться его силой. Иногда Сатана может брать контроль над Данилой, в результате чего он становится намного более опасным. Имеет при себе зачарованный армейский жетон, который становится холодным в случае появления враждебных демонов, также без жетона сила татуировок Бесобоя не действует.

## Появления

### Бесобой
В начале произведения прошлое Данилы предстаёт следующим образом: 7 августа 2008 года Данила, будучи военным-контрактником в Цхинвале, подвергся нападению демонов, решивших спровоцировать войну. В процессе погибла его жена с детьми, а сам Данила, хотя и тщетно пытался оказать им сопротивление, был искалечен и прикован к постели. Совет Равновесия (объединение могущественных магов, которые следят за соблюдением баланса сил в мире) лечит Бесобоя и даёт ему задачу охотиться на демонов, и, кроме того, заставляет беса-перебежчика из Ада по имени Шмыг подписать контракт и дают его Бесобою в напарники. Вскоре Бесобой пытается выйти на поставщика демонического наркотика «Врата Ада» и убивает бизнесмена Александра Зеленина, который его распространял. Из-за этого он заводит врага в лице сына Александра — Виктора. В сюжете «Инок против Бесобоя» Андрей Радов, главный герой серии комиксов «Инок», был обманут чернокнижником Магистром, который убедил Андрея в том, что в смерти его деда повинен Бесобой. Радов решает отомстить Даниле за деда, но впоследствии убеждается, что Данила ни в чём не виноват. Вместе Инок и Бесобой расстраивают планы Магистра по воскрешению инквизитора Генрикуса Инститора.
Виктор Зеленин заключает договор с Баффортом Ракшором, лидером одного из легионов Ада (Визаров), согласно которому они собираются вместе напасть на Рай, в результате чего Зеленин получит власть над миром, а Баффорт — трон Бога. Бесобой пытается этому помешать и почти проигрывает, однако катастрофу предотвращает Сатана, который запечатан в Даниле — он берёт под контроль Данилу и убивает демонов Баффорта Ракшора и людей Зеленина. Узнав о произошедшем, Совет Равновесия приказывает Чёрному Псу запечатать Сатану в сознании Бесобоя. Он подчиняется и устанавливает замок, однако делает это неправильно. Татуировки Данилы после этого исчезают, а песок в его часах начинает заканчиваться. Ключник Лимба Сиерго обеспокоен тем, что Паутина, в которой он обитает, скоро может развалиться. Часовой, из тела которого создан Лимб, собирается освободиться, использовав для этого Бесобоя, но ключник ада Сиерго не хочет этого. По наущению Сиерго в разум Данилы вторгается морок — Балор — чтобы найти его слабости, но тот не обнаруживает у Данилы воспоминаний о семье и прошлом до событий в Цхинвале. В метро Баффорт Ракшор заставляет Бесобоя активировать аппарат с надписью «Часовой», в итоге чего Часовой освобождается и обретает тело, а Ярх объявляет себя новым хозяином Паутины. В результате череды событий Бесобой находит бездомную девушку Яну, которая является «курьером» (демоны могут вселяться в неё без её разрешения) и селится с ней у Чёрного пса, а Часовой, оказавшийся Антихристом, собирается устроить в Аду войну.
Чёрный Пёс решает помочь Даниле избавиться от зависимости от песка в часах, и потому обращается к своей знакомой колдунье, Королеве гнили. Та советует Бесобою научиться обуздывать внутреннего зверя у стаи последних выживших волкодлаков «Пожиратели луны». Оборотни, однако, попали под влияние Свартжели, дочери бога-ворона Кутха, и теперь ему поклоняются, а Бесобоя спасает Илва, оборотень-одиночка, ушедшая из стаи. В результате Бесобой, получив укус оборотня, избавляется от зависимости от песка и побеждает стаю, однако в процессе погибает Илва, а Свартжель сбегает. Бесобой сражается с Кутхом и его полчищами, воспользовавшись в том числе и силой Сатаны. Чёрный Пёс узнаёт у Сатаны, что тот хочет использовать Данилу, чтобы свергнуть Антихриста и вернуть себе трон. Также Сатана рассказывает ему, что после сошествия в Ад Христа в Аду больше нет никаких душ, в том числе душ членов семьи Данилы. Пёс и Королева гнили советуют Даниле съездить в Осетию, чтобы узнать своё прошлое. Антихрист натравливает на Бесобоя Ярха и его бретёров, убедив в необходимости возвращения Сатаны. Во время битвы Антихрист открывает портал, через который Бесобой, Яна и Шмыг попадают в Лимб, к безумному ангелу Азазелю. Тот заточает Сатану в одно из своих зеркал, и Данила продолжает путь в Осетию. Данила всё же приезжает в Цхинвал, или, как его называют местные, «Чъреба». Он узнаёт, что всё его прошлое было фикцией, а сам он создан ангелом Семиазой на основе бойцов, участвовавших в боевых действиях в 2008 году, и их воспоминаний. Там же он встречает Иисуса, который помогает герою разобраться в себе и своих проблемах, после чего Данила возвращается домой.

### Бесобой vol.2
Антихрист пытается завладеть троном Ада, используя для этого Виктора Зеленина, дав тому сверхъестественные способности. Ему противостоят команда Бесобоя и МЧК (магический чрезвычайный комитет по прикладному мистицизму и экзофизике), которые дают Бесобою в помощь одного из своих бойцов — Павла Очередько, а также ангел Семиаза, создавший самого Бесобоя. Оказывается, что Антихрист и Данила — два Часовых, представляющие собой тьму и свет — две силы, которые должны сойтись в финальной схватке, выжить в которой может только один. Во время очередной стычки с демоном Данила встречает Семиазу, и тот его похищает. Семиаза рассказывает Даниле о Часовых и о том, что в мире не может существовать двое Часовых одновременно, но однажды такое случилось — это были Иисус Христос и Антихрист. Поскольку новых Часовых не появлялось, а Антихрист не умирал окончательно, Семиаза предположил, что последний Часовой — предвестник конца света. Допустив, что Часового может убить только другой Часовой, Семиаза создал Бесобоя, Сатана же был лишь катализатором для его сил. Семиаза хочет проверить, сможет ли Бесобой убить человека, но ему мешают его друзья.
Во время карточной игры Бесобой узнаёт от Павла, что дело о «киллере с крысой» официально закрыто стараниями МЧК. На Бесобоя с друзьями нападают наёмники Августа ван дер Хольта, которые охотятся за людьми с магическими способностями, но тот убивает их всех, в процессе тяжело ранив и Павла. Бесобой, ужаснувшись своим убийствам людей, скрылся. Чёрный Пёс отправляется в Тулу за неким артефактом, но подвергается нападению недобитых наёмников Хольта: Кэйлер и чернокнижник-вудуист по прозвищу «Старик», способный оживлять мёртвых, насылает мертвецов на Пса. Старик и Кэйлер начинают охоту на Бесобоя. Пытаясь сбежать от наёмников и мертвецов Старика, Бесобой падает сквозь землю у огромного дерева. Там Бесобой встречает славянских божеств-дивов, которые избирают его своим вместилищем, а тело Кэйлер захватывают лоа, которым поклоняется Старик. Две группы божеств сражаются за силу Данилы, но бой заканчивается ничьей, а Чёрный Пёс с помощью найденного им ранее артефакта освобождает Старика от существа, под чьим влиянием тот находился долгое время. Впоследствии Данила осмысляет происходящее и приносит извинения Павлу во время посиделок в квартире Пса, но тот внезапно достаёт пистолет и атакует его.
Тем временем Андрей Радов, вернувшийся на Землю из Многомирья, начинает свой крестовый поход против всех, кто так или иначе связан с магией, обвиняя её в гибели своей жены Ксении. Он же захватил и волю МЧК, в том числе и Павла, члены которой были созданы с помощью магии его дедом. С Андреем на связь выходит Бесобой, чтобы его переубедить, но попытка оканчивается провалом. Даниле удаётся уничтожить меч Андрея Яру, который внушал ему жажду мести за жену, и остановить Андрея, но Андрей, выйдя из-под её влияния, осознаёт, что натворил, и провоцирует своего друга Бесобоя убить его, не будучи в силах себя простить за содеянное. После смерти Андрея Данила винит себя в том, что не смог его спасти. Зайдя в бар, он встречает Антихриста и узнаёт от него об их предстоящей смертельной схватке. Антихристу не нравится этот сценарий, и он предлагает Бесобою нарушить этот план. Впоследствии Антихрист, изгнанный из Ада, отправляется к Бесобою за помощью, а Шмыг похищен его бывшими союзниками. Данила и Антихрист хотят укрыться в Цафуране, но там была ловушка, подготовленная силами Ада для бывшего предводителя. Бесобой вступается за него, но Верокх хочет подключить Антихриста к системе города, чтобы Цафуран продолжил существование. Антихрист подговаривает Шмыга предать Бесобоя и убить Верокха. Цафуран и Москва начинают сливаться воедино. Недопущение подобного было основной миссией МЧК, но теперь уже поздно что-либо менять — здания Цафурана уже обрушиваются на Москву. Семиаза находит израненного Бесобоя и отправляет его в Ад, чтобы тот убил Антихриста, и начинается глобальная битва в Аду. Шмыг после смерти перерождается в своей изначальной форме, став могущественным демоном Бафометом. Он убивает Сатану, однако трон Преисподней не может пустовать, поэтому Бафомет решает отдать трон Даниле — единственному, кто, по его мнению, достоин престола.
Раскрывается прошлое Антихриста и Иисуса. Они — части бесконечно повторяющегося цикла, имеющие множество инкарнаций. Всё время повторяется один и тот же сценарий — Бог, осознав сложность своей миссии, создаёт себе в помощь ангелов, людей, которых наделяет Искрой — частью своей силы, а затем и Иисуса. Однако люди, к которым приходит Иисус, чтобы помочь им раскрыть свой потенциал, отвергают его и лишают жизни. Тогда Антихрист — воплощение тёмной стороны Бога, в качестве возмездия уничтожает мироздание. Такое положение дел всегда мучило Творца, поэтому он сталкивает Часового и Семиазу, чтобы ангел в итоге создал мощнейшее оружие, способное уничтожить даже Бога. Этим оружием является Бесобой. Антихрист, вспомнив обо всех своих воплощениях, просит Данилу прекратить этот цикл, и герой соглашается, в результате чего Данила занимает место Творца и пересоздаёт мир, где все персонажи по итогу счастливы.

## История создания
После неудачи с журналом юмористических комиксов Bubble Артём Габрелянов решил, что издательству Bubble нужно отказаться от юмористических комиксов в пользу супергеройских. В 2012-м году Bubble Comics выпустили первые номера четырёх первых серий, самым первым из которых стал «Бесобой». Создателем персонажа являются Артём Габрелянов, основатель издательства Bubble Comics, совместно со сценаристом Евгением Федотовым, а внешний образ Бесобоя разработал комиксист Андрей Васин. Изначально Данила-Бесобой был задуман как «суровый герой без лица», и, чтобы оттенить мрачного протагониста, авторы дали ему в напарники беса-перебежчика по имени Шмыг, который постоянно шутил. Изначально планировалось, что татуировки на теле Данилы, дающие ему силы, могли свободно передвигаться по его телу, усиливая по необходимости разные части его тела, но в итоге было принято решение сделать их статичными. Изначально лицо Данилы должно было быть скрыто под капюшоном — по задумке, это была характерная особенность персонажа. Авторы столкнулись с проблемой отображения эмоций Данилы и рассматривали вариант передачи его мимики через меняющиеся татуировки на лице, но, как сообщает Евгений Федотов, вариант оказался неудачным, и было принято решение «снять» с Данилы капюшон.
Вскоре, когда сюжет «Бесобоя» развился до определённой степени, авторы, по их словам, уделили больше внимания проработке главного героя — как утверждает Габрелянов, Данила из «безликого мстителя <…> превратился в человека с личной трагедией» и после того, как авторы поняли, что Данила уже показал себя как могучий убийца демонов, они попытались деконструировать его образ. Дальнейшие изменения с героем стали происходить, когда «Бесобоя» стал писать сценарист Алекс Хатчетт.
По словам Хатчетта, первое, что его смутило при начале работы над серии, было то, что в Даниле Бесобое находился не случайный демон, а сам Сатана. «Тут уже ничего не сделаешь особенного — тут сидит сам Сатана, враг Бога. С тем же успехом в нём мог бы сидеть Господь Бог — и дальше крути-верти как хочешь» — так это комментирует сценарист.
Именно это, по словам Хатчетта, побудило его сделать своего рода Данилу мифологическим героем, не по характеру и личным качествам, а, скорее, «по природе». В итоге фокус с Бесобоя был намеренно смещён на других персонажей и устройство вселенной, что позволило объяснить структуру мира комикса. В фильме «Майор Гром: Чумной Доктор» присутствует непрямое упоминание Данилы: в одном из эпизодов там упоминается некий «киллер с крысой» — такое прозвище спецслужбы в комиксе дали Бесобою, что рассматривается как задел на киноадаптацию комикса в рамках потенциальной киновселенной Bubble.

## Анализ персонажа
Обозреватели зачастую отмечали, что в комиксе «Бесобой» сам главный герой не настолько впечатляющ по сравнению с окружающими его персонажами и миром. Как утверждает Арсений Крымов в рецензии для журнала «Мира фантастики», сам Бесобой не вызывает такого интереса в серии, какой вызывает мир и окружение, в котором Данила пребывает, потому и охарактеризовал сам комикс как тот, где герой — не главный. Сам Данила напомнил рецензенту Спауна и Карателя, в то время как автору текста на Geekpost Данила напомнил Блэйда. Евгений Еронин, обозреватель сайта Spidermeida, счёл, что Данила словно бы был взят из фильма «Козырные тузы», а, рассматривая выпуски «Бесобоя» за первые два года выхода счёл его не столь интересным персонажем, хотя «с ним хороший экшен и он не идиот». GeekFan отмечает, что, несмотря на схожесть оружия Бесобоя (пистолетов «Спаси» и «Сохрани») с похожим оружием из серии игр Devil May Cry, они хорошо вписываются в образ главного героя. По словам Дениса Варкова, рецензента сайта «Канобу», создатели комикса явно понимали, что окружение главного героя вышло интереснее его самого, и потому смещение внимания с протагониста было вполне осознанным, хотя развитие Данилы в сюжете прослеживается — он осознаёт, что далеко не все демоны заслуживают гибели.
В статье Руслана Саудова анализировались супергерои Bubble с точки зрения понятия «пост-человека» в массовой культуре — оно олицетворяет сущность, которая не существовала и никогда не будет, но при этом является нечто более высоким по отношению к нынешнему человеку — как в физическом плане, обладая сверхспособностями, так и в моральном. Супергерои как явление вполне укладываются в рамках этого понятия. Выделяется три типа пост-человека — идеальное тело, которое воплощает сверхсилу (пример — Супермен), космическое тело, связанное с научной фантастикой Серебряного века комиксов, и военно-промышленное тело, которое опирается на военные технологии. Саудов отметил, что Данила однозначно относится к «идеальному телу», как и Андрей Радов, другой герой комиксов Bubble, поскольку он творит добрые дела с помощью своих сверхъестественных сил. Мария Маркова в статье для научного издания «Вестник РГГУ» отметила, что Бесобой, в отличие от супергероев американского образца, вполне мог бы функционировать в другом жанре, например, в боевике или хорроре, и потому не является супергероем в полном и традиционном смысле этого слова.

### Бесобой
- Габрелянов, Артём; Федотов, Евгений. Бесобой: Книга 1 — Имя ему Бесобой. — Bubble Comics, Октябрь 2014. — Т. 1 (№ 1—7). — С. 232. — ISBN 978-5-9905844-0-2.
- Габрелянов, Артём; Федотов, Евгений. Бесобой: Книга 2 — Лицо зверя. — Bubble Comics, Декабрь 2014. — Т. 2 (№ 8—14). — С. 272. — ISBN 978-5-9905844-4-0.

### Бесобой vol.2
- Хатчетт, Алекс. Бесобой vol.2: Книга 3 — Откровения. — Bubble Comics, Октябрь 2018. — Т. 3 (№ 11—14). — С. 118. — ISBN 978-5-604-15102-0.